# Abderrahmane al-Akhdari
Abd al-Rāhmān ibn Mûhāmmād Al-Akhdārî (en arabe : عَبْدُ الرَّحْمَنِ بْنِ مُحَمَّدٍ الْأَخْضَرِيُّ) de son complet 'Abd al-Rāhmān Ibn Mûhāmmād al-Saghîr Ibn Mûhāmmād Ibn 'Amer al-Akhdārî al-Malîkî (en arabe : عَبْدُ الرَّحْمَنِ بْنُ مُحَمَّدٍ الصَّغِيرُ بْنِ مُحَمَّدِ ابْنِ عَامِرٍ الْأَخْضَرِيُّ الْمَالِكِيُّ) ou simplement al-Akhdari (الْأَخْضَرِيِّ), né en 1512 à Biskra et mort en 1546 ou 1575 à Bentious (ar), près de Tolga , est un érudit musulman algérien, à la fois poète, logicien, astronome et juriste (faqîh) d'obédience malékite.

## Biographie
Il est né en 920 AH (an 1514 du calendrier julien) à Bentious (ar), une oasis à 30 km au sud-ouest de Biskra, au sein d'une famille réputée pour son savoir. Son père, Mohammed Es-Seghir, et son grand-frère, Ahmed, sont tous deux des érudits musulmans. Après avoir mémorisé le Coran, il apprend la jurisprudence islamique, les sciences de la langue arabe et le droit musulman des successions auprès d'eux. Il poursuit ensuite son apprentissage à Constantine, puis à la mosquée Zitouna à Tunis.
Abderrahmane al-Akhdari aurait découvert la tombe de Khaled bin Sinan (en) dans la mosquée Sidi Khaled, monument historique de la ville de Sidi Khaled situé à 100 km de Biskra.
Al-Akhdari est enterré à Bentious.

## Œuvres
Al-Akhadari est connu pour son Moukhtassar ou Mukhtaṣar fi’l-ʿIbādāt, qui est une référence de la jurisprudence malékite,.
Al-Akhdari est également l'auteur du poème didactique très populaire Al-Sullam al-murawnaq fī ʻilm al-manṭiq (L'échelle ornementée dans la science de la logique). Une versification de l'ouvrage d'Athir al-Din al-Abhari, Kitab al-Isaghuji, qui décrit les principes de la logique aristotélicienne et explique comment la logique pourrait être utilisée pour soutenir la croyance islamique ('Aqîda) et de la jurisprudence (fiqh),. Le travail est étudié à travers le monde musulman comme une amorce sur la logique et est souvent lu en conjonction avec le propre commentaire en prose d'al-Akhdari.
Il est également connu pour avoir écrit un autre ouvrage populaire à son époque, al-Jawhar al-Maknun ou Al-Jawahir al-Maknuna fi'l-ma'ni wa'l-bayan wa'l-badi.